# Reisbier
Reisbier ist Bier, welches Reis als Basis hat.
Der Alkoholgehalt von Japanischen Reisbieren liegt bei 3,6 bis 6,5 %. Das Bier hat dabei einen gelben bis goldenen Farbton. Zutaten sind, neben dem Reis, Hopfen, Malz oder Gerste, Hefe und Wasser.
Es ist zu unterscheiden zwischen Reisbier und Sake, letzteres wird auch gebraut, hat aber einen höheren Alkoholgehalt und andere Zutaten. Falls das Bier hingegen einen Hohen Reisgehalt hat wird daraus in Japan ein Haposhu, welches nicht mehr als Bier gilt und daher geringer besteuert wird.
Es gibt Hinweise, dass Reisbier bereits vor etwa 9000 oder 10000 Jahren gebraut wurden. Bei einer Ausgrabung und Untersuchung von Tonscherben wurden Rückstände von Hefepilzen, Stärke und anderen Pflanzenresten gefunden. Damit wäre es einer der ersten Fermenationen weltweit. Die Tonscherben wurde der Shangshan Kultur zugeordnet.
Eine koreanische Studie untersuchte die Eignung von verschiedenen Reissorten für die Bierherstellung. Dabei wurde festgestellt, dass sich aus Weichreissorten leichter Bier herstellen lässt als aus anderen Reissorten.

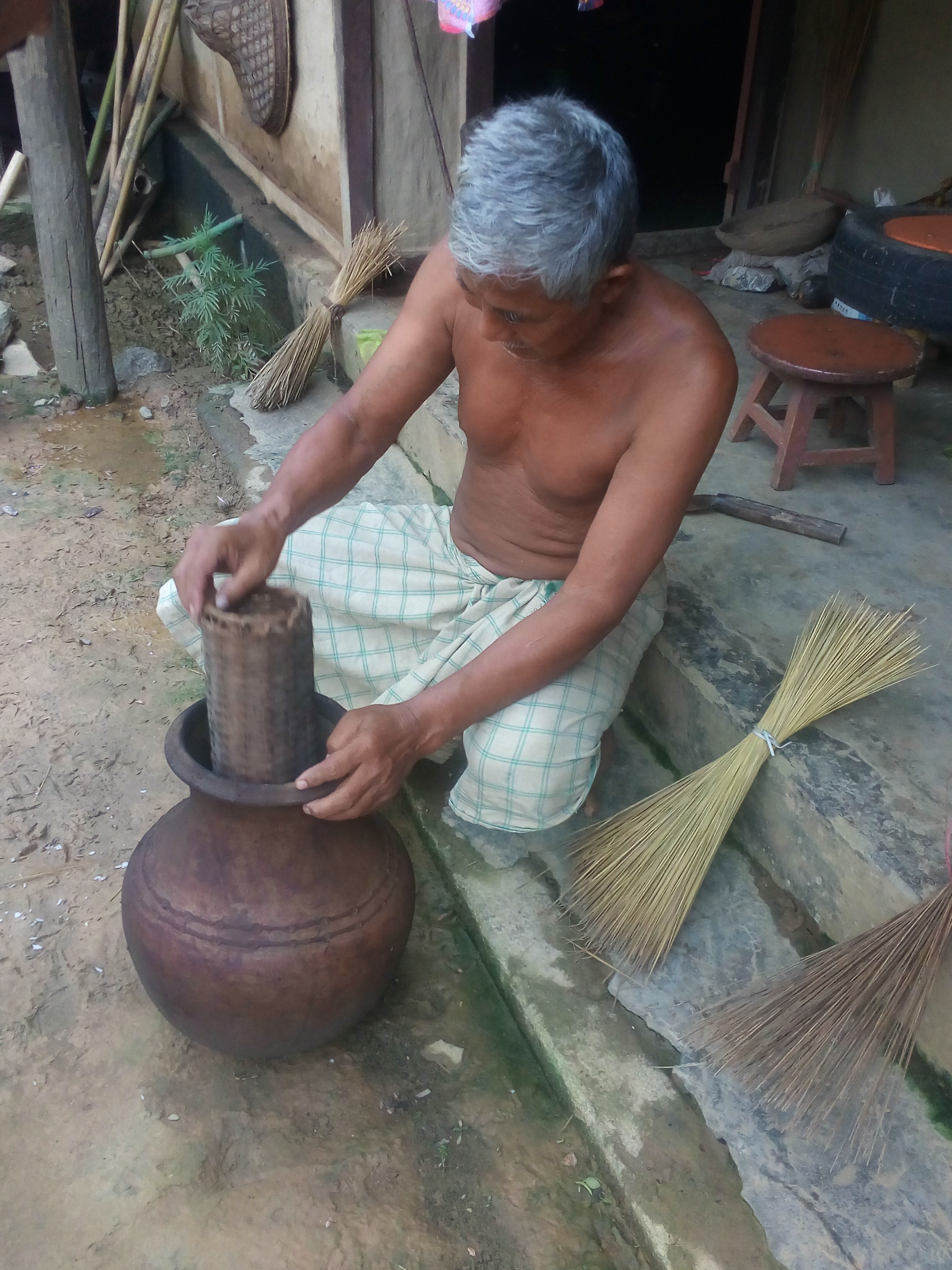
Ein Mann der Stamm der Rabha beim Bierbrauen

In Nordostindien wird Reisbier von verschiedenen Stammeskulturen produziert. Dabei wird eine Art Kuchen hergestellt und mit diesem wird dann das Bier gebraut. Das Reisbier wird bei verschieden gesellschaftlichen Ereignissen, wie Heirat, Festivals und zum Teil auch bei Beerdigungen getrunken. Die Reisbiere in Indien haben etwa einen Alkoholgehalt um die 6 %. In den Bundesstaaten West Bengal und Odisha sind die Biere unter den Namen Handia, Haria, Jhara und Pachwai bekannt. Weiter Namen existieren auch. Man benutzt Hefekulturen, welche als Bakhar bekannt sind. Als weiteres gibt es bei den Bonda das Pandam oder Pendam als Reisbier.